# Gun (filme)
Gun é um  filme de ação policial dirigido por Jessy Terrero, escrito e estrelado por 50 Cent, Val Kilmer e James Remar. As filmagens decorreram em Detroit, Michigan.

## Sinopse
Angel (Val Kilmer) sai da prisão, só para se envolver com o tráfico de armas com seu velho amigo 50 Cent.

## Elenco
- Curtis 50 Cent Jackson como Rich 1
- Val Kilmer como Angel
- James Remar como Detetive Rogers
- Malik Barnhardt
- Paul Calderon como Detetive Jenkins
- Christa Campbell como  repórter
- Josh Carrizales como Valentine
- Alton Clinton como Ali
- Jill Dugan como mulher de Angel
- Mark Famiglietti como ATF Agente Peterson
- Gary Darnell Jackson Jr. como Young Rich
- Hassan Johnson como Clinton
- Kristin Kandrac como Repórter #2
- Anthony Kennedy como pai de Rich
- John Larroquette como Sam
- Mike Malin como ATF Agente Monroe